# 洛斯蒙特西诺斯
洛斯蒙特西诺斯，是西班牙巴伦西亚自治区阿利坎特省的一个市镇。总面积15km2，总人口2774人（2001年），人口密度185人/km2。